# Інститут ООН з дослідження проблем роззброєння
Інститут Організації Об'єднаних Націй з дослідження проблем роззброєння (англ. United Nations Institute for Disarmament Research (UNIDIR)) — автономний суб'єкт у структурі ООН, призначений для проведення досліджень у сфері роззброєнь.
У лютому 2021 р. директором UNIDIR призначений Робін Гейсс.